# Société canadienne du sang
Pour les articles homonymes, voir CBS.

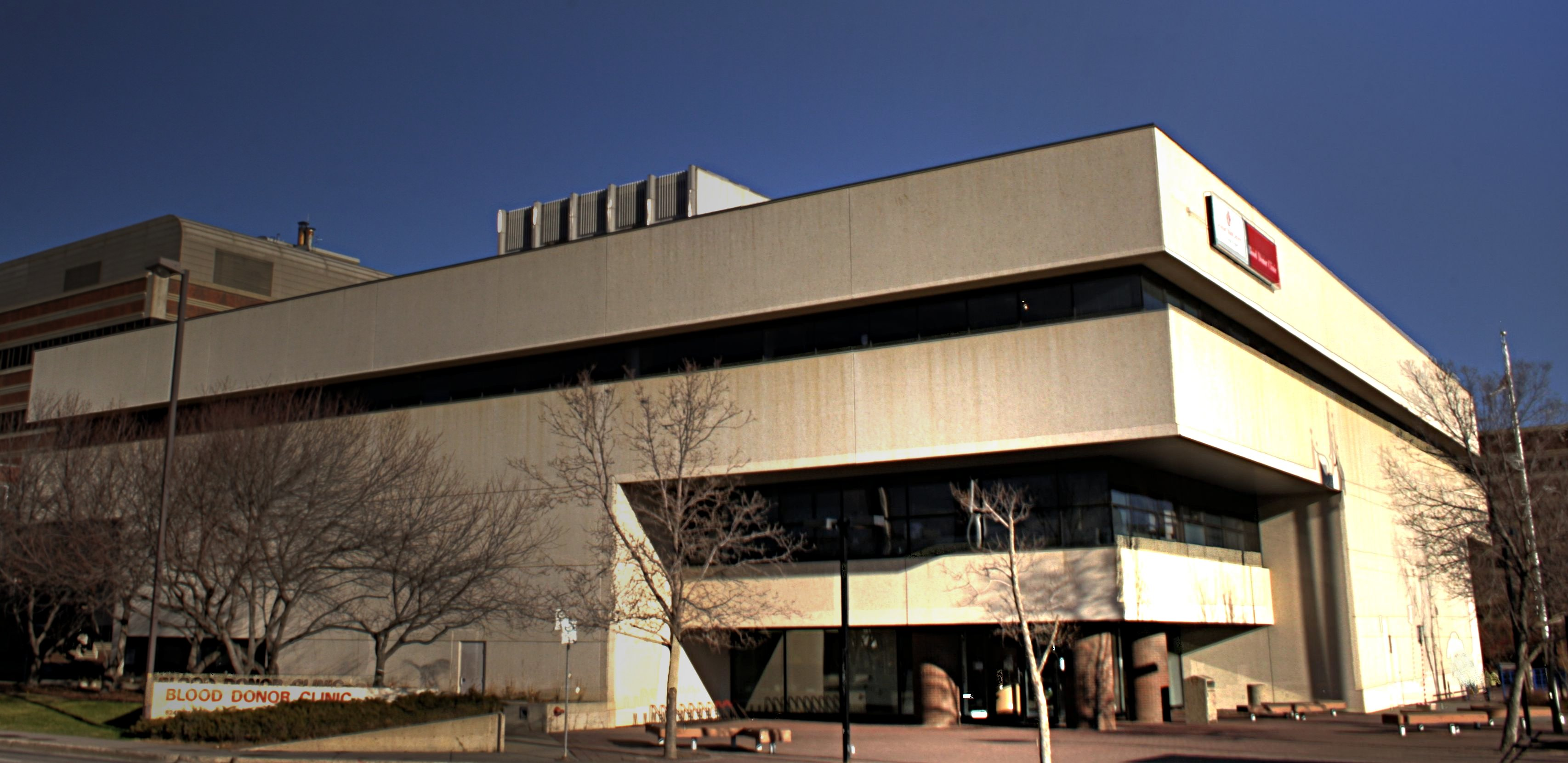
Bâtiment à l'Université de l'Alberta (Edmonton, Alberta)

La société canadienne du sang (en anglais,  Canadian Blood Services ou CBS) est un organisme sans but lucratif responsable de la collecte et de l'approvisionnement en produits sanguins de l'ensemble des provinces du Canada, sauf du Québec.
La société a été créée afin de prendre la relève de la société canadienne de la Croix-Rouge qui s'est retirée de cette activité à la suite de l'affaire du sang contaminé et à la suite des recommandations de la commission Krever. La société canadienne du sang recueille annuellement environ 850 000 dons de sang à travers le Canada.